# Bankos Károly
Bankos Károly (Izsák, 1821. február 22. – Kunszentmiklós, 1905. február 26.) jogász, bíró, Petőfi Sándor barátja.

## Életútja
Apja kiskunsági földbirtokos, akkor Reviczky Ádám kancellár jószágainak bérlője volt. A gimnáziumot Lőcsén, a jogot Kecskeméten végezte és három évi gyakorlat után az ügyvédi vizsgát letette. Pár év múlva Kunszentmiklós város rendezett tanácsához közbíróvá, egyszersmind közgyámnokká és az árvaügyek előadójává megválasztatván, e minőségben 1851 év végéig működött. A városi törvényszék visszaállításával 1867-ben ennek polgári és bűnügyi bírájává és a telekkönyvi ügyek előadójává lett megválasztva; ezen hivatalt 1871. végéig viselte. 1872-ben a kunszentmiklósi királyi járásbírósághoz albíróvá kineveztetett. 1888-ban, szerfelett megromlott hallása és szemeinek elgyengülése miatt, hivataláról leköszönt és nyugalomba vonult.
Petőfivel jurátus korában ismerkedett meg Pesten és mindig őszinte kölcsönös bizodalommal vonzódtak egymáshoz. Azon kevesek közé tartozott, akiket Petőfi munkája megjelenése alkalmával, a magának csak csekély számban kikötött példányokból eggyel-eggyel meg szokott ajándékozni. Nőtlen korában Petőfi többször meglátogatta Bankost kunszentmiklósi lakásán. Később, midőn megnősült, egy-egy pár napra nejét is lehozta. Olykor jó kedvében kedvencebb költeményeit elszavalta. Nem egyszer volt tanúja rögtönözve, könnyedén szerzett kisebb költeményeinek, igy a többek közt a: Szól a kakas innen onnan viradóra kezdetűnek is, melynek keletkezése a következő: Az 1845. évi faluzása közben a hozzá véletlen befordult költő tiszteletére kedélyes lakomát rendeztek. A lakoma végeztével reggel, amint Bankos lakására értek, ő azon mámorosan irószereket szedett elő, amit a már vetkőzni kezdő Petőfi észrevéve, kérdezte tőle: «Hát te még nem akarsz fekünni?» – «De igen – felelte – hanem előbb a történteket röviden megfirkantom Vahotnak.» – «Ugy, hát még én se fekszem, – szólt Petőfi – én is irok róla in flagranti valamit.» Így aztán az elsötétített ablakokat közakarattal kifüggönyözvén mindketten egyszerre fogtak az íráshoz. De Bankos meglepődött, amikor Petőfi gyorsabban kész lett ama sikerült versével, melynek címe: Búcsu Kun-Szent-Miklóstól, mint ő a rövidke prózai tudósítással. Petőfi hevenyészett kézirata teljesen tiszta, minden törléstől és javítástól ment volt. Így hát, habár még Bankosnak lett volna több közlendője is, pontot tett a levele végére és mindketten azonnal megcímezvén leveleiket a Pesti Divatlap szerkesztőségéhez küldték a postára. «No Sándor – szólt ezek után Petőfihez – ugyan csak találóan jegyezte meg rólad Vörösmarty, hogy te kalligrafiai csinnal s költői bájjal csak úgy kutyafuttában irod verseidet.»
Bankos irodalmi működése összeesik Petőfi barátságával. Kunszentmiklósról az 1840-es években, sőt azután is csaknem minden tudósítás tőle származik névvel, névtelenül vagy egy nagy pont jeggyel; igy a Magyar Hirlapnak a Jászkunságból több éven át kizárólag ő volt levelezője. Miután a föntebb említett levél 1845. nyárhó 23-án kelt és a Petőfi versével egyszerre jelent meg a Pesti Divatlapban (1845. július 31. 18. szám), a Búcsu Kun-Szent-Miklóstól c. költemény kelte (július 23.) is ismert. Mikor Petőfi 1848-ban követjelöltül lépett föl a Kiskunságban és a választás napján (június 15.) oly csúfosan elűzték, Bankos lépett föl védelmére az akkori Pesti Divatlapban (92. június 27.), Petőfi követjelöltségéről írván hosszú levelet, melyet a többi lapok is átvettek. Ezen választás ügyében két levelet írt Petőfi Bankoshoz, egyik május 25-én a másik július 9-én kelt (közöltettek: Halasy, Petőfi-Reliquiák 70. lap és Vasárnapi Ujság 1890. 27. szám). Bankos mint nemzetőr 1848. július közepén a rácok ellen indult és Óverbászról, a jász-kun táborból küldött három levelet Petőfihez, az első július 26-ról, a másik augusztus 2-ról keltezve, megjelentek az Életképekben (1848. II. 6. 7. szám), a harmadik augusztus 18-án érkezett Petőfi kezéhez és így augusztus 27-énél előbb nem közölhette; de éppen ezen számban jelent meg Vörösmartyhoz intézett verse, mely miatt Jókaival összekoccant és végképp kilépett a szerkesztésből. Utóbbi levelére válaszolva, Petőfi is intézett hozzá egy levelet augusztus 18-án.
Bors és paprika címmel közölt még apróságot a Pesti Divatlapokban (1844. 13. szám); azután a Villámokról és Villámhárítókról a Vasárnapi Ujságban (1862.); ugyanezen lapban jelent meg a tárogatóról írt cikke is. 1867-ig úgy a politikai, mint a szépirodalmi lapokban számos közleménye jelent meg. Írt a Márczius Tizenötödikébe is (1848.) és a Honderű elleni cikkeket is állítólag ő írta a Pesti Divatlapokban.